# مختبرات سرفير
مختبرات سرفير (بالفرنسية: Laboratoires Servier)‏ ومختصرها سرفير (بالفرنسية: Servier)‏ هي شركة فرنسية مختصة بصناعة الدواء خصوصا في اختصاصات الأمراض القلبية والمفاصل والكآبة والسكري. لشركة سرفير وجود جغرافي في 150 دولة وعدد موظفين يقارب ال 22500 شخصا و 15 مركز بحثي و 4.7 مليار يورو من الإيرادات في عام 2020. مختبرات سرفير عضو في الاتحاد الأوروبي للصناعات والجمعيات الصيدلانية. أما وحدتها في جيدي قرب أورليان فتعد أكبر وحدة للتجارب السريرية في أوروبا.

## تطور الشركة
- أسس جاك سرفير شركة سرفير عام 1954 و بدأ بإنتاج دوائين لعلاج ضغط الدم وعلاج الداء السكري.
- بين عامي 1956و 1964 انشأت الشركة مراكز للأبحاث في فرنسا وانكلترا.
- عام 1990 أسس أول مركز للإنتاج خارج فرنسا في مدينة اركلو في ايرلندا.
- في عام 2000 انشأ معمل لسيرفير في الصين.
- في عام 2002 تالت الشركة جائزة جاليان للابداع والأبحاث.
- بين عامي 2002 و 2010 افتتحت سيرفير مركزين للإنتاج في روسيا والبرازيل.
- في عام 2017 اطلقت الشركة عدة مستحضرات صيدلانية لعلاج الأورام في أوروبا.
- خلال السنة المالية 2019/20، وزعت المجموعة أكثر من مليار صندوق من الأدوية في جميع أنحاء العالم.[11]

## المجالات العلاجية
- أمراض القلب والأوعية الدموية.
- داء السكري.
- الأورام.
- الأمراض المناعية.
- الأمراض الذهنية.[12]

## أبرز الأدوية
هذه قائمة بأبرز الأدوية التي تنتجها مختبرات سرفير:
| الدواء                | الاسم التجاري اللاتيني         |
| --------------------- | ------------------------------ |
| غليكلازيد             | Diamicron, Diamicron MR        |
| إنداباميد             | Fludex SR, Natrilex SR, Lozide |
| بيريندوبريل           | Coversyl                       |
| بيريندوبريل/إنداباميد | Preterax, Coversyl Plus        |
| سترونيوم رانيليت      | Protelos                       |
| إيفابرادين            | Procoralan                     |
| تيانبتين              | Stablon                        |
| تريميتازيدين          | Vastarel MR                    |
| أغوميلاتين            | Valdoxan, Melitor, Thymanax    |
| ألميتيرين             | Duxil, Vectarion               |
| أمينبتين              | Survector, Maneon, Directim    |
| بنفلوركس              | Mediaxal                       |
| كاربوتاميد            | Glucidoral                     |
| دافلون                | Daflon 500                     |
| فنسبيريد              | Pneumorel                      |
| فوتمستين              | Muphoran                       |
| فوسافنجين             | Locabiotal                     |
| بيريبيديل             | Trivastal retard               |
| ريلمينيدين            | Hyperium                       |
| ألجينات الصوديوم      | Pseudophage                    |
| سولبوتيامين           | Arcalion                       |
| ترتاتولول             | Artex                          |
| فيتامينات             | Vitathion                      |

بنفلوركس سحب من الأسواق.

## البحث التعاوني
بالإضافة إلى أنشطة البحث والتطوير الداخلية، تتولى Servier مشاريع بحثية تعاونية ممولة من القطاع العام مع شركاء صناعيين وأكاديميين. أحد الأمثلة، في مجال تقييم السلامة غير السريرية، هو InnoMed PredTox. [] [] تقوم الشركة بتوسيع أنشطتها في مشاريع بحثية مشتركة في إطار مبادرة الأدوية المبتكرة من EFPIA والمفوضية الأوروبية.
بالإضافة إلى ذلك، تشارك Servier في التعاون البحثي والترخيص عبر صناعة الأدوية والتكنولوجيا الحيوية. تشمل هذه أوجه التعاون:
- في أمراض القلب: XENTION

_(المملكة المتحدة، 2013)، AMGEN
_(الولايات المتحدة الأمريكية، 2013)، MIRAGEN
_(الولايات المتحدة الأمريكية، 2011)، ARMGO
_(الولايات المتحدة الأمريكية، 2006)
- في مرض السكري: INTARCIA (الولايات المتحدة الأمريكية، 2014)
- في الأمراض الأيضية: منبهات INTERCEPT - TGR5

_(الولايات المتحدة الأمريكية، 2011)، GENFIT
_(فرنسا، 2004)
- في علم الأعصاب (MS): GENEURO (CH، 2014)
- في علم الأورام: CTI BIOPHARMA _(الولايات المتحدة الأمريكية، 2014)

، NOVARTIS (CH، 2014)، CELLECTIS
_(فرنسا، 2014)
، NERVIANO (IT، 2013)، EOS (IT) / CLOVIS
_(الولايات المتحدة الأمريكية، 2012)، BIOINVENT (SE، 2012)، MACROGENICS
_(الولايات المتحدة الأمريكية، 2011/12) ،
_جالاباجوس (NDL، 2011)، BIOREALITES (FR، 2011)، PHARMACYCLICS - HDAC inhibitor
_(الولايات المتحدة الأمريكية، 2009)، HYBRIGENICS
_(فرنسا، 2007/2011)
- في أمراض اليتيم / أمراض القلب / مرض السكري: XOMA (الولايات المتحدة الأمريكية، 2010)
- في هشاشة العظام وهشاشة العظام: OSTEOLOGIX (الولايات المتحدة الأمريكية، 2010)
- استحوذت Servier على Symphogen في عام 2020. [1

## المشاكل
- كانت مختبرات سيرفير موضوع فضيحة في جميع أنحاء العالم لإنشاء وتوزيع عقار لفقدان الوزن يسمى Mediator، والذي ربما قتل ما يصل إلى 2100 شخص.[18]
- فيلم 150 ملليجرام للمخرج إيمانويل بيركوت، يصور الدكتورة إيرين فراشون تكتشف أن أقراص Mediator تسبب مشاكل / وفيات بصمام القلب وكيف بدأت في عام 2009 معركة شاقة ضد المنتج والسلطات الصحية الفرنسية.
- في تموز من عام 2020 قامت خدمة الصحة الوطنية في المملكة البريطانية المتحدة (NHS) برفع دعوى قضائية بقيمة 220 مليون جنيه إسترليني (280 مليون دولار أمريكي) ضد شركة الأدوية الفرنسية Servier Laboratories. حيث وافقت المحكمة العليا الآن على الاستماع إلى دعوى القضائية تتعلق ببراءة اختراع تستخدم لمنع الإصدارات العامة من دواء لارتفاع ضغط الدم (بيرندوبريل ارجنين).[19]
- متهمة بتفضيل الأرباح على حياة المرضى، واجهت شركة الأدوية الفرنسية Servier Laboratories غرامات وأضرارًا بملايين اليورو بعد تجربة ضخمة شملت 6500 مدعٍ قالوا إن الشركة سمحت لوصف دواء السكري على نطاق واسع وبصورة غير مسؤولة مما أدى إلى عواقب مميتة. جادل محامو سيرفير بأن الشركة لم تكن على علم بالمخاطر المرتبطة بـالدواء.[20]

## الموقع الرسمي
- الموقع الرسمي